# دهستان لنه-نیگولا
دهستان لنه-نیگولا (به لاتین: Lääne-Nigula Parish) یک دهستان در استونی است که در شهرستان لنه واقع شده‌است.

## خصوصیات
دهستان لنه-نیگولا ۱۴۴۹ کیلومترمربع مساحت و ۷٬۰۴۱ نفر جمعیت دارد.

## نگارخانه

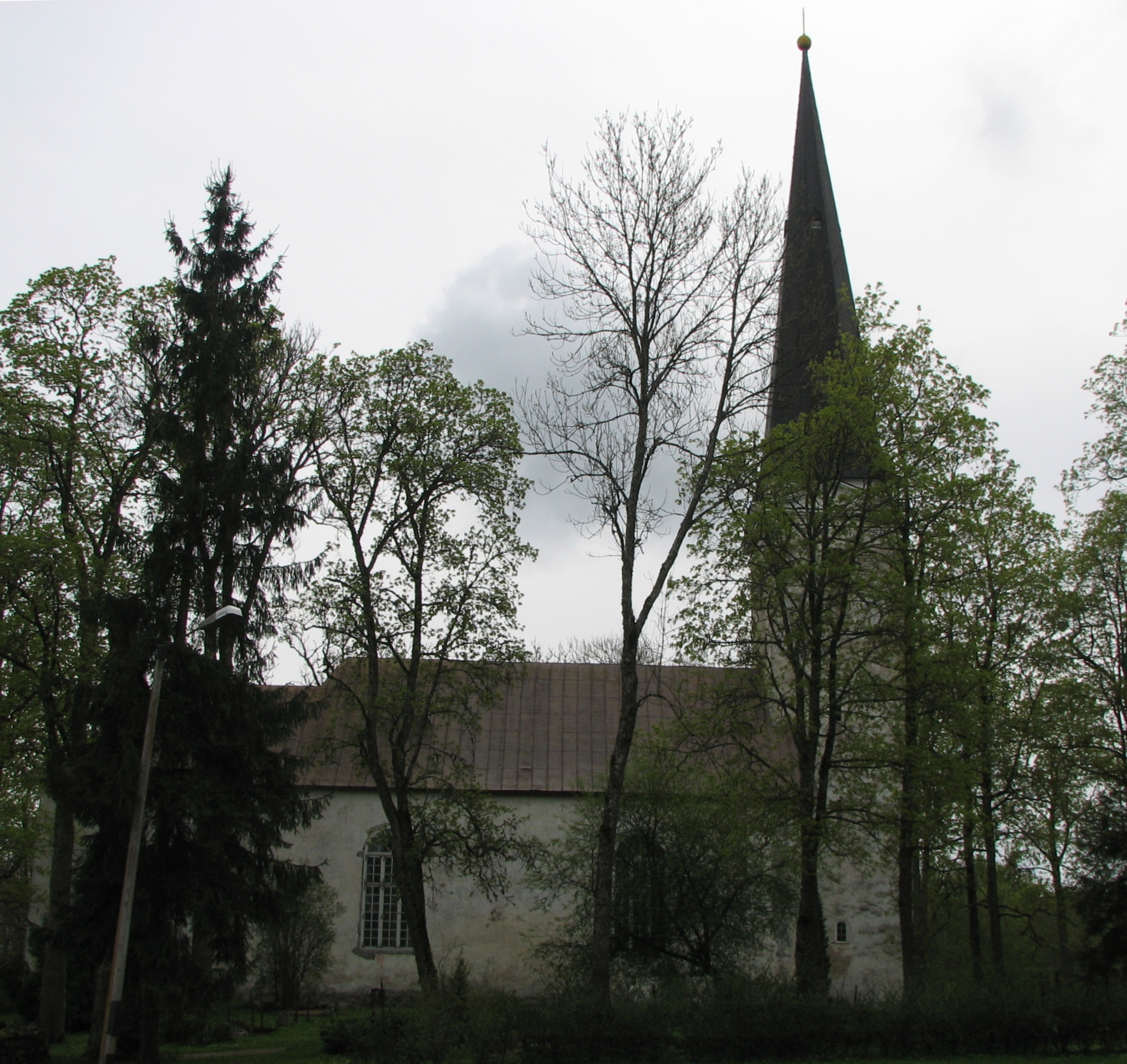
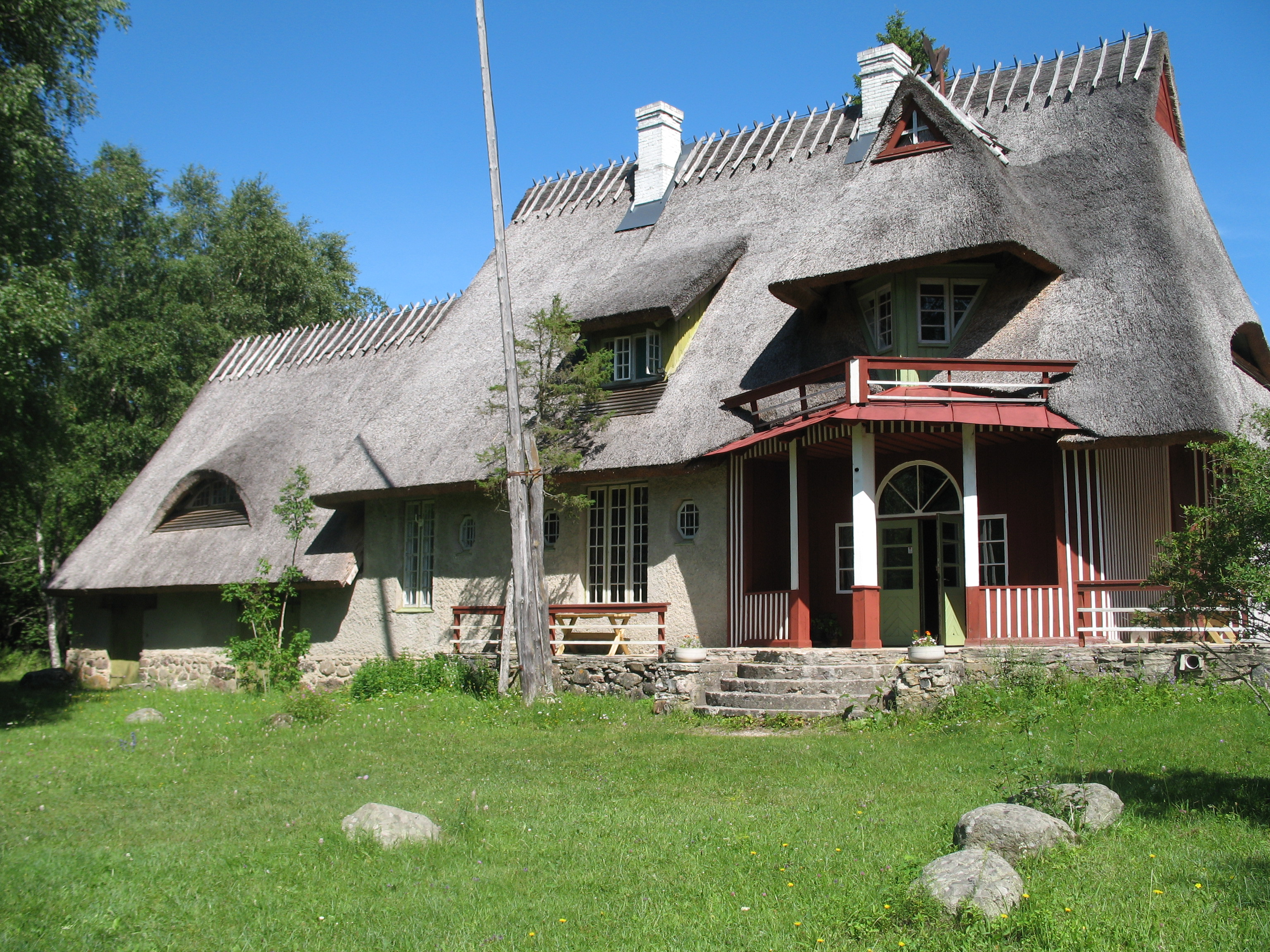
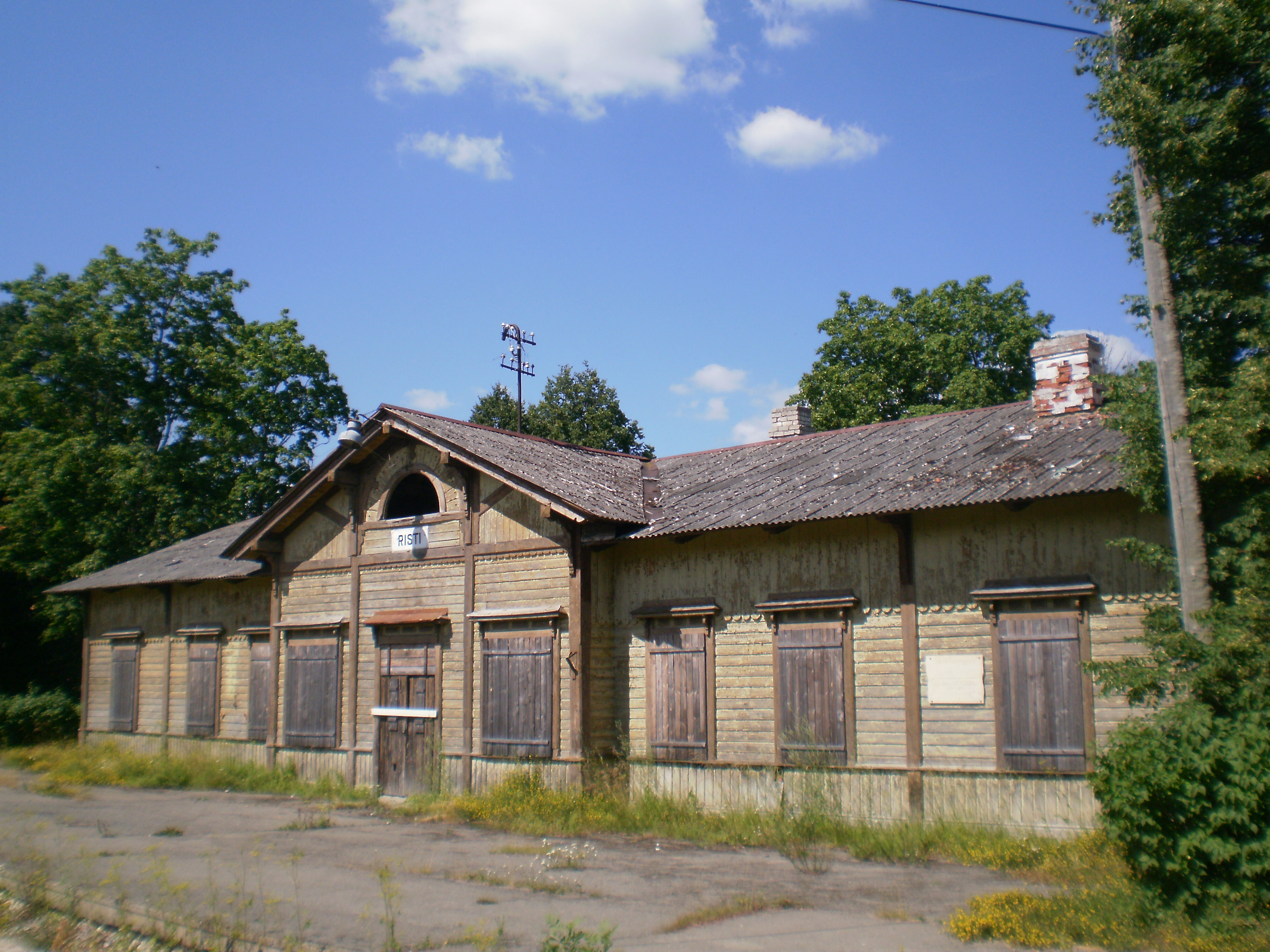
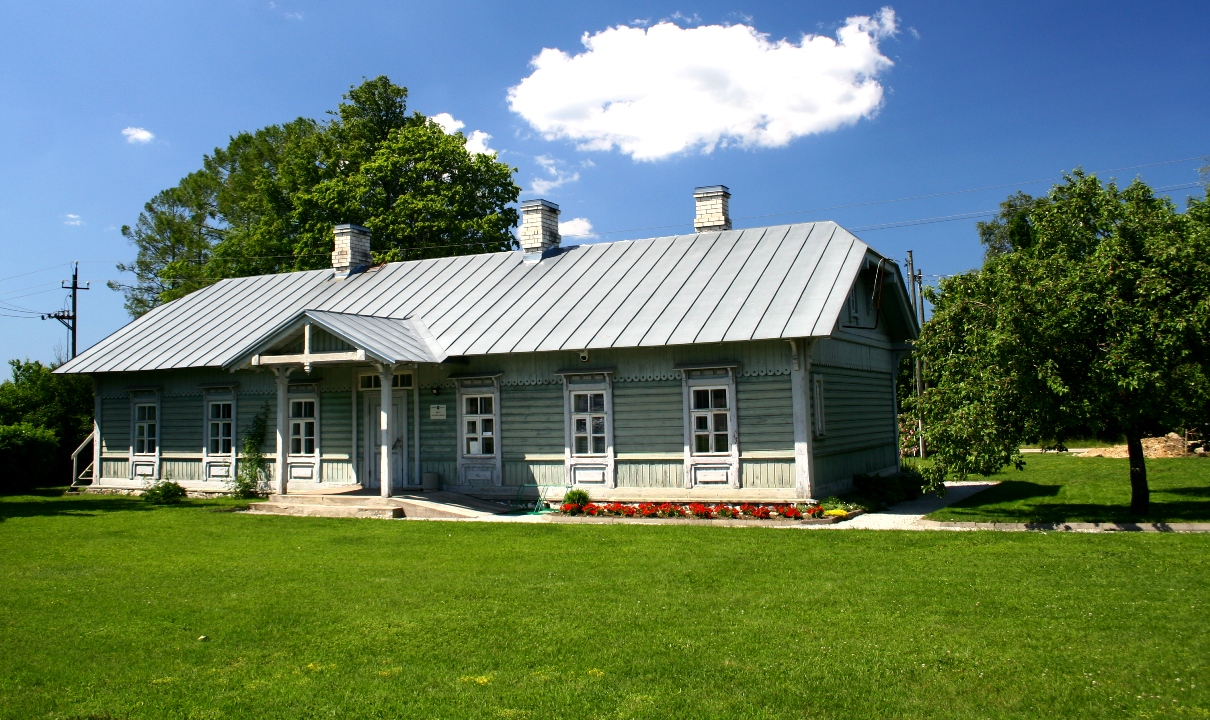
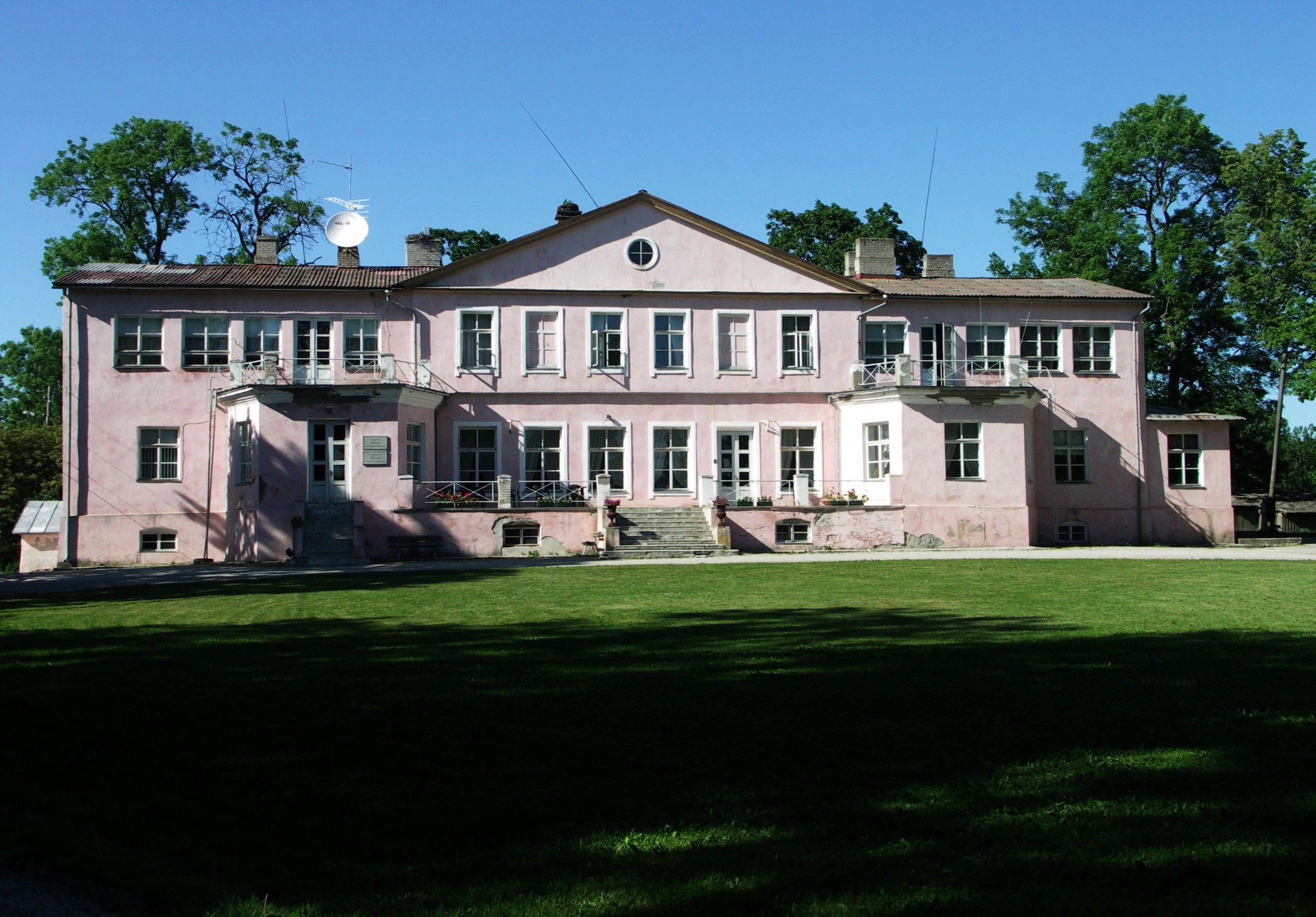